# Nazionale maschile di calcio della Croazia
La nazionale di calcio della Croazia (in croato Hrvatska nogometna reprezentacija) è la rappresentativa maschile calcistica della Croazia, che opera sotto la giurisdizione della federazione calcistica croata.
Disputa la maggior parte delle partite interne allo stadio Maksimir di Zagabria.
Pur nata nel 1990, dopo l'indipendenza dalla Jugoslavia, la federazione croata fu affiliata alla FIFA solo due anni dopo; il primo incontro ufficiale della nazionale è una sconfitta contro l'Australia (0-1) del maggio 1992. Rappresentative non riconosciute dalla FIFA sono quelle della Banovina di Croazia, che nel 1940 disputò il primo incontro con i colori nazionali, e quella dello Stato Indipendente di Croazia, paese fantoccio dell'Italia fascista e della Germania nazista.
Fino al 1992 i calciatori provenienti dalla Repubblica Socialista di Croazia rappresentavano la Jugoslavia a livello internazionale.
Il primo torneo ufficiale cui la Croazia prese parte fu, nel 1994, la fase di qualificazione al campionato d'Europa 1996.
Tra le nazionali sorte dopo la dissoluzione della Jugoslavia, la Croazia è quella con i migliori risultati sportivi: al campionato del mondo vanta un secondo posto, ottenuto nel 2018, e due terzi posti, ottenuti nel 1998 e nel 2022; inoltre, nell'edizione del 1998, espresse il capocannoniere del torneo, Davor Šuker, e nel 2018 un suo elemento, Luka Modrić, fu eletto migliore giocatore di tale edizione della competizione. A livello continentale la squadra vanta quale migliore risultato i quarti di finale del campionato d'Europa del 1996 e del 2008 e il secondo posto nella UEFA Nations League del 2022-2023. Dalla sua data di debutto internazionale ha mancato la qualificazione alla fase finale di sole due competizioni maggiori, il campionato d'Europa 2000 e il campionato del mondo 2010.
I calciatori della Croazia sono soprannominati Vatreni ("i focosi") o Kockasti ("scaccati").
Sulla divisa sono raffigurati i tradizionali scacchi di colore bianco e rosso, in riferimento allo stemma nazionale.
Nel 1994 fu inserita al 125º posto del ranking FIFA, introdotto l'anno precedente; la Croazia raggiunse il suo miglior risultato in tale classifica nel gennaio 1999, quando si piazzò al 3º posto. Occupa il 10º posto della graduatoria.
Con la Colombia è una delle due nazionali nominate due volte Best Mover of the Year (1994 e 1998), ovvero quella che in un anno solare ha guadagnato più posizioni del ranking FIFA.

## Storia

### Pre-Jugoslavia (1940-1945)
La nazionale croata debuttò contro la Svizzera il 2 aprile 1940, vincendo 4-0. Successivamente all'invasione militare delle forze italo-tedesche ed alla istituzione, il 10 aprile 1941, dello Stato Indipendente di Croazia, la selezione nazionale giocò 16 incontri nel periodo 1940-1944, tra cui uno perso 4-0 con l'Italia nel 1942.

### Nazionale iugoslava (1945-1990)
Dopo la seconda guerra mondiale la Croazia entrò a far parte della Jugoslavia e la nazionale croata non giocò quindi più alcuna partita fino all'indipendenza del 1990.

### Ricomparsa (1990-1994)
La Croazia disputò la prima gara ufficiale dopo la separazione dalla Jugoslavia il 17 ottobre 1990 allo Stadio Maksimir contro gli Stati Uniti, vincendo per 2-1 sotto la guida del traghettatore Dražan Jerković. Il match contro gli statunitensi segnò l'introduzione della tradizionale divisa a scacchi bianchi e rossi. Sebbene l'indipendenza della Croazia sarebbe stata sancita ufficialmente solo un anno più tardi (l'8 ottobre 1991), questa compagine era di fatto la nazionale di calcio croata. Sotto la gestione Jerković furono disputate altre due amichevoli non ufficiali: contro la Romania nel dicembre 1990 e contro la Slovenia nel giugno 1991.
Il 3 luglio 1992 la Croazia fu riammessa alla FIFA e giocò le prime tre partite da affiliata alla FIFA contro l'Australia, a Melbourne, Adelaide e Sydney. Questa nazionale era allenata da Stanko Poklepović. Nell'aprile 1993 fu nominato commissario tecnico Vlatko Marković e nel giugno 1993 la Croazia fu ammessa alla UEFA, troppo tardi per partecipare alle qualificazioni al mondiale 1994, già iniziate l'anno prima. Marković guidò la nazionale solo in una partita, quella vinta in casa contro l'Ucraina nel giugno 1993. Nel febbraio 1994 fu esonerato e rimpiazzato un mese dopo da Miroslav Blažević.
I risultati ottenuti dalla Croazia prima dell'indipendenza del 1991 non furono tenuti in considerazione dalla FIFA, ragion per cui la Croazia fece il proprio ingresso nel ranking FIFA al 125º posto.

### Generazione d'oro (1994-1999)

La Croazia prima della vittoriosa partita giocata contro l' a Palermo il 16 novembre 1994 e valida per le qualificazioni al

Nella seconda metà degli anni 1990 la Croazia si affermò come una delle migliori nazionali calcistiche del mondo, potendo contare su una fitta schiera di talenti quali Zvonimir Boban, Robert Prosinečki, Aljoša Asanović, Robert Jarni, Slaven Bilić, Igor Štimac, Davor Šuker, Mario Stanić, Goran Vlaović, Igor Tudor e Dario Šimić, molti dei quali si erano laureati campioni del mondo 1987 con la Jugoslavia Under-20 e avevano giocato il campionato del mondo 1990 con la Jugoslavia.
Il 4 settembre 1994 la Croazia esordì nelle qualificazioni al campionato europeo 1996 ottenendo la prima vittoria dopo l'indipendenza, un 2-0 contro l'Estonia. La prima sconfitta dopo l'indipendenza avvenne l'11 giugno 1995 in casa dell'Ucraina, nel corso delle stesse qualificazioni, durante le quali la Croazia affrontò l'Italia di Arrigo Sacchi, vice-campione del mondo in carica, rimanendo imbattuta nelle due gare con gli azzurri (vittoria per 2-1 a Palermo il 16 novembre 1994 e pareggio per 1-1 a Spalato l'8 ottobre 1995). La Croazia vinse il girone di qualificazione. Nel 1994 fu eletta FIFA Best Mover of the Year, essendosi issata al 62º posto del ranking FIFA alla fine dell'anno.
Ottenuto l'accesso alla fase finale di Euro '96, in Inghilterra la formazione croata bagnò il debutto con una vittoria, grazie ad un gol di Goran Vlaović che piegò la Turchia. Poi sconfisse i campioni d'Europa in carica della Danimarca (3-0) e perse l'ultimo match contro il Portogallo (3-0). Si qualificò così per i quarti di finale, dove fu battuta per 2-1 ed eliminata dalla Germania poi vincitrice del torneo.

Zvonimir Boban, capitano e trascinatore della competitiva nazionale croata degli anni 1990

Raggiunta la qualificazione al campionato mondiale 1998 dopo aver concluso il girone dietro la Danimarca e aver vinto lo spareggio contro l'Ucraina (2-0 in casa e 1-1 in trasferta), trascinata dai gol del cannoniere Šuker (miglior realizzatore della competizione con 6 gol in 7 partite), la Croazia fu la rivelazione di Francia '98. Entrata tra le prime 8 (secondo posto nel girone dopo il 3-1 alla Giamaica, l'1-0 al Giappone e la sconfitta per 1-0 contro l'Argentina), sconfisse proprio i tedeschi, all'epoca secondi nel ranking FIFA. Sconfitta in semifinale dalla Francia, agguantò il terzo posto battendo i Paesi Bassi.
L'exploit della Croazia a Francia '98 fu una delle migliori prestazioni di una debuttante ai mondiali (fu eguagliato il risultato del Portogallo, che da esordiente si piazzò terzo a Inghilterra 1966). Nel gennaio 1999 la Croazia si elevò al terzo posto della classifica della FIFA, miglior posizionamento di sempre nella graduatoria.

### Gestioni Jozić e Barić (2000-2004)
Malgrado gli ottimi risultati ottenuti nei primi due grandi tornei cui partecipò, la nazionale croata non riuscì a qualificarsi per il campionato d'Europa 2000, giungendo terza nel proprio girone di qualificazione dietro Jugoslavia e Irlanda. Blažević rimase in sella, ma si dimise nell'ottobre 2000 dopo due pareggi nelle prime due partite di qualificazione al campionato mondiale 2002 contro Belgio e Scozia. Gli subentrò Mirko Jozić, laureatosi campione del mondo nel 1987 con la nazionale jugoslava Under-20.
Nonostante il ritiro dall'attività agonistica di molti campioni della "generazione d'oro" croata, la nazionale rimase imbattuta nelle qualificazioni (5 vittorie e 3 pareggi in 8 partite) e si qualificò per Corea del Sud-Giappone 2002 in qualità di vincitrice del proprio raggruppamento. Nella fase finale del mondiale non riuscì a superare il primo turno, anche se la vittoria contro gli azzurri di Giovanni Trapattoni (2-1), vicecampioni d'Europa in carica, nella seconda partita aveva fatto ben sperare. Fu fatale la sconfitta rimediata contro il già eliminato Ecuador (1-0) nella terza e decisiva partita della fase a gironi. La Croazia, già sconfitta all'esordio dal Messico (1-0), lasciò all'Italia il secondo posto e la qualificazione.
Jozić si dimise e fu sostituito, nel luglio 2002, da Otto Barić, il quale dovette ricostruire un organico che aveva perso molte delle sue stelle per sopraggiunti limiti d'età. Il ricambio generazionale diede i suoi frutti. La Croazia si classificò seconda nel suo girone di qualificazione a Euro 2004, con un punto in meno della Bulgaria e a pari merito con il Belgio, ma avvantaggiata negli scontri diretti. Nello spareggio contro la Slovenia dovette sudare per avere la meglio, dato che, dopo il pareggio per 1-1 in Croazia, la partita di ritorno si stava per concludere sullo 0-0 e arridere agli sloveni per la regola dei gol fuori casa. Fu un gol nel finale di Dado Pršo a consentire ai biancorossi di staccare il biglietto per il Portogallo. Dopo i pareggi per 0-0 contro la Svizzera e per 2-2 contro la Francia campione del mondo, la Croazia perse per 4-2 contro l'Inghilterra e fu eliminata. Il contratto biennale di Barić, che terminava nel giugno 2004, non fu rinnovato.

### La gestione Kranjčar (2004-2006)

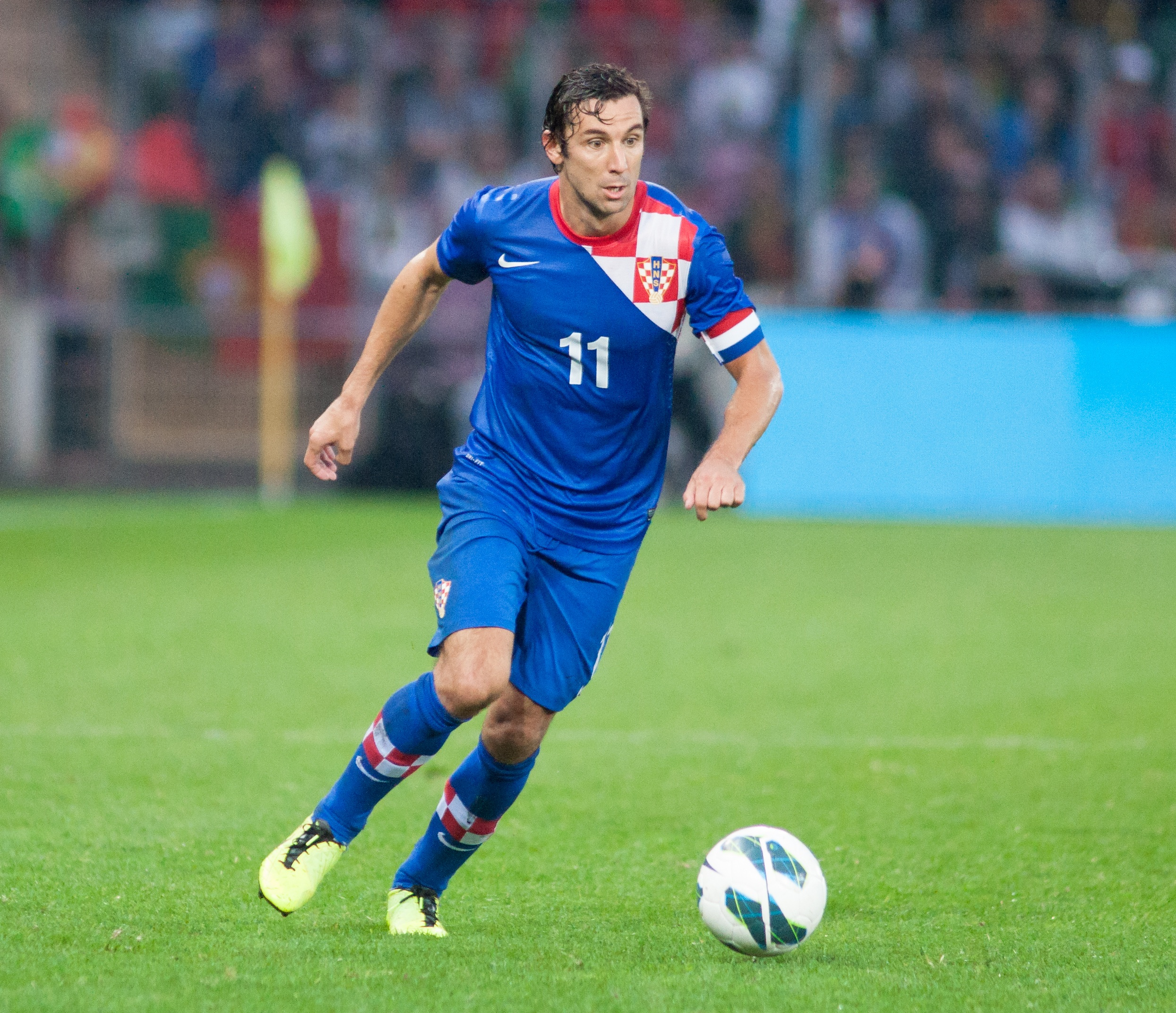
Darijo Srna, detentore del record di presenze con la maglia croata, ha giocato in nazionale dal 2002 al 2016, indossandone la fascia di capitano dal 2008 al 2016

Sotto la guida del nuovo CT Zlatko Kranjčar la Croazia si qualificò per il campionato del mondo 2006 da imbattuta, giungendo prima nel girone di qualificazione davanti a Svezia e Bulgaria. Non mancarono le polemiche attorno al commissario tecnico, accusato di nepotismo per la convocazione del figlio Niko Kranjčar.
Il 4 giugno 2006 la Croazia conseguì la vittoria più larga della propria storia battendo per 10-0 San Marino in amichevole a Fiume.
A Germania 2006 la squadra uscì di scena al primo turno, dopo una sconfitta (1-0 contro il Brasile) e due pareggi (0-0 contro il Giappone con un rigore sbagliato da Srna e 2-2, con tre espulsi tra i croati, contro l'Australia). Nel match contro l'Australia l'arbitro britannico Graham Poll fu protagonista di una svista storica, ammonendo per tre volte Josip Šimunić, che non fu mandato via dal campo dopo il secondo cartellino giallo. Poll dichiarò che aveva scambiato Šimunić per un calciatore australiano per via del suo accento australiano. Fortemente criticato per la direzione di quella partita, Poll si ritirò dall'attività di arbitro poco dopo.

### La gestione Bilić (2006-2012)

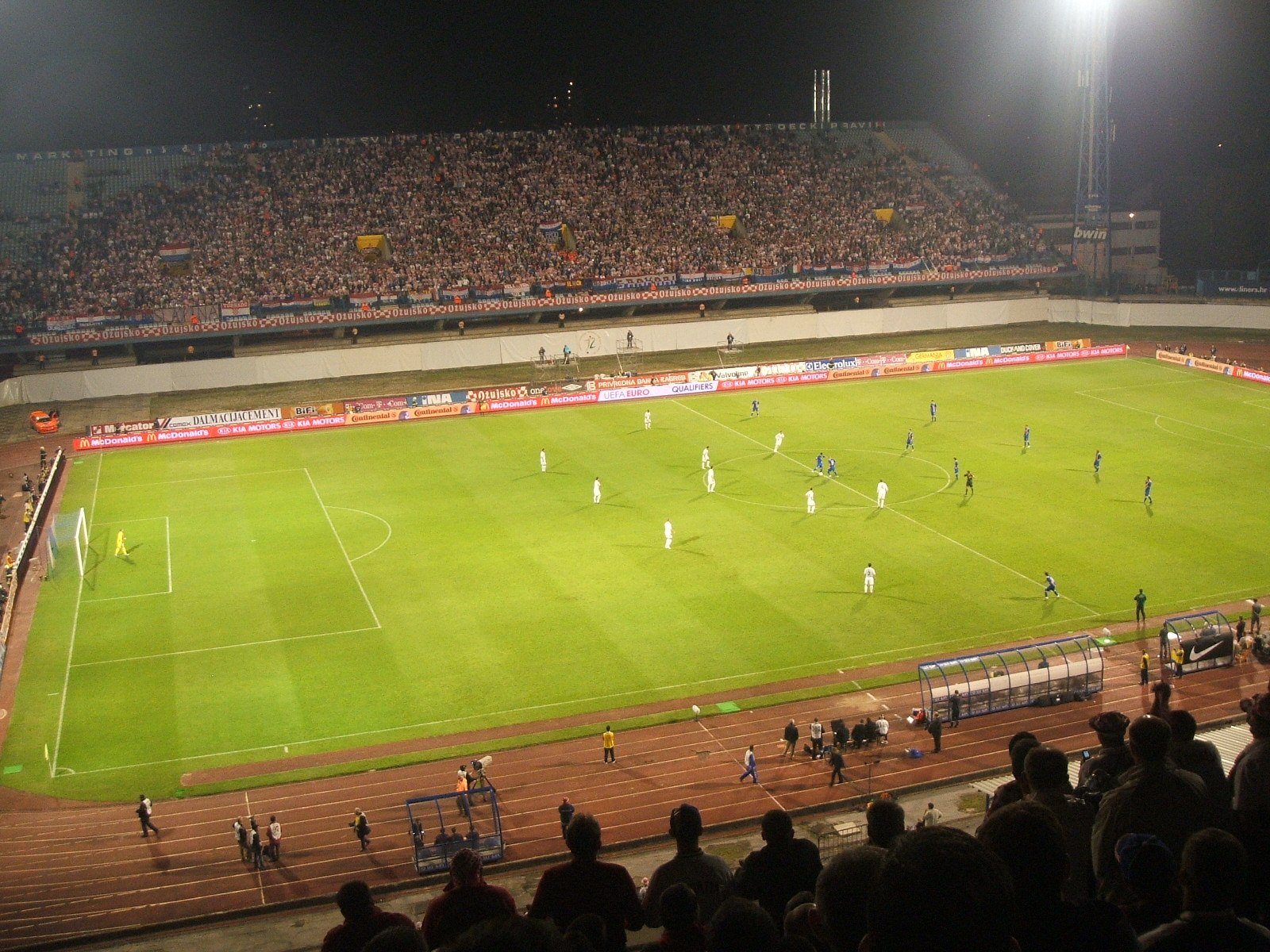
Un'immagine di Croazia-Inghilterra dell'11 ottobre 2006, giocata a Zagabria e vinta per 2-0 dai padroni di casa.

Dopo il mondiale tedesco, la panchina fu affidata a Slaven Bilić il quale esordì battendo - in amichevole - l'Italia campione del mondo: il 16 agosto 2006, a Livorno, finì 2-0. Guidò poi la squadra a qualificarsi per il campionato d'Europa 2008, primeggiando nel suo girone con ben 29 punti. Tra i risultati spiccarono, in particolare, le due vittorie contro l'Inghilterra (2-0 a Zagabria, 2-3 a Londra) che comportarono l'eliminazione dei britannici. Anche nella fase finale, i croati sorpresero tutti vincendo a punteggio pieno (fatto, questo, senza alcun precedente) il girone nel quale vennero inseriti. Nei quarti si arresero alla Turchia ai rigori, dopo aver terminato i 120 minuti di gioco sul risultato di 1-1. La formazione risultò - tra le finaliste - quella ad aver subìto il minor numero di reti, 2.
Mancata la qualificazione al campionato del mondo 2010 per aver chiuso il girone al terzo posto, dietro l'Inghilterra e l'Ucraina, nella fase eliminatoria del campionato d'Europa 2012 si consumò la rivincita contro i turchi, battuti nello spareggio. La Croazia fu poi eliminata al primo turno, in cui conseguì 4 punti: battuta l'Irlanda per 3-1, pareggiò con l'Italia e perse contro la Spagna nella terza giornata. Al termine della rassegna, Bilić, già accordatosi in precedenza con la Lokomotiv Mosca, lasciò l'incarico di allenatore.

### Era Štimac ed era Kovač (2012-2015)
Il nuovo corso partì con le nomine di Igor Štimac a CT e Davor Šuker a nuovo presidente della federcalcio croata (HNS) dopo la morte di Vlatko Marković, alla guida dell'istituzione da 14 anni.
Dopo un sofferto secondo posto nel girone di qualificazione, Štimac fu sollevato dall'incarico e rimpiazzato da Niko Kovač, già capitano della Croazia e già tecnico dell'Under-21. Un altro spareggio, stavolta con l'Islanda, portò i croati al mondiale 2014. Le sconfitte per 3-1 con il Brasile padrone di casa (molto criticata la direzione di gara del giapponese Yūichi Nishimura) e il Messico, inframmezzate dalla vittoria per 4-0 contro il Camerun, eliminarono la formazione croata.

### La nuova generazione d'oro e la finale mondiale (2015-2018)

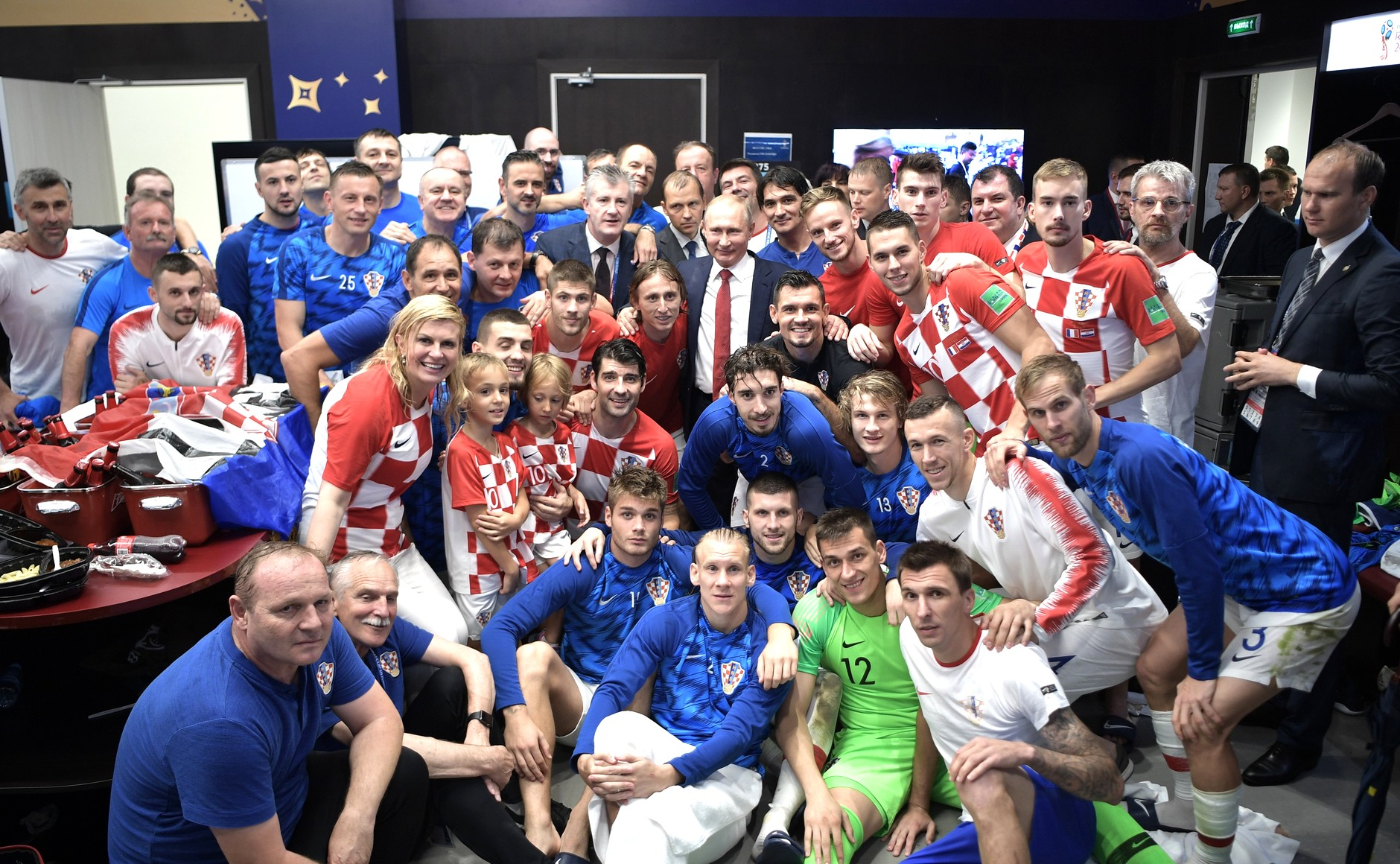
La Croazia finalista al, miglior piazzamento della sua storia.

Durante le qualificazioni al campionato europeo del 2016 Kovač fu esonerato dopo due risultati deludenti (pareggio esterno senza reti contro l'Azerbaigian e sconfitta esterna contro la Norvegia) e sostituito da Ante Čačić, che assunse le redini della squadra il 21 settembre 2015. Pur subendo una penalizzazione di un punto dalla UEFA per i fatti di Spalato nel match contro l'Italia, ma alla fine rivelatasi ininfluente, la Croazia si piazzò seconda alle spalle degli azzurri di Antonio Conte (contro cui entrambi i match finirono con il risultato di 1-1) e si qualificò per la fase finale dell'europeo. In Francia la Croazia primeggiò nel proprio raggruppamento, sconfiggendo la Turchia (1-0, gol di Modrić), pareggiando contro la Rep. Ceca (2-2) e sconfiggendo la Spagna (2-1 in rimonta, gol di Kalinić e Perišić), cui bastava un pari per vincere il girone, nello scontro diretto. Agli ottavi di finale la nazionale croata, indicata da molti come una possibile candidata per la vittoria finale del torneo, perse per 1-0 contro il Portogallo subendo un gol nei tempi supplementari e venendo così eliminata dalla competizione. Al termine del torneo il capitano Darijo Srna si ritirò dalla nazionale. Con 68 presenze da capitano e 134 totali, è il primatista di presenze con la nazionale croata.
Il 7 ottobre 2017 Čačić fu esonerato dopo il pari contro la Finlandia e una striscia di 4 partite con soli 4 punti ottenuti, con la squadra scesa dal primo al secondo posto nel girone di qualificazione al campionato del mondo 2018. Al suo posto subentrò Zlatko Dalić, che guidò i suoi al secondo posto nel girone (vincendo 2-0 in casa dell'Ucraina), valevole per l'accesso ai play-off, dove la Croazia ottenne la qualificazione al mondiale eliminando con autorevolezza la Grecia (4-1 in casa e 0-0 in trasferta).
Al mondiale di Russia la squadra croata compì un ottimo percorso, il migliore della propria storia in un grande torneo internazionale. Batté agilmente Nigeria (2-0) e Argentina (3-0), ottenendo la certezza della qualificazione al turno successivo, prima di sconfiggere anche l'Islanda (2-1) e di chiudere così a punteggio pieno la fase a gironi. Agli ottavi di finale batté per 3-2 ai tiri di rigore la Danimarca (1-1 dopo 120 minuti di gioco) e ai quarti di finale sempre ai tiri di rigore (per 4-3) la Russia padrona di casa (2-2 dopo 120 minuti di gioco), accedendo alla semifinale di un campionato del mondo dopo vent'anni. Opposta all'Inghilterra, la Croazia passò in svantaggio di un gol quasi cinque minuti dopo il calcio d'inizio, ma pervenne al pareggio nel secondo tempo e siglò nei tempi supplementari il gol del definitivo 2-1, qualificandosi così per la finale del mondiale per la prima volta nella propria storia. A Mosca fu sconfitta per 4-2 dalla Francia. Il croato Luka Modrić fu eletto miglior giocatore del torneo. Un mese dopo la finale del mondiale Mario Mandžukić annunciò il proprio ritiro dalla nazionale.

### Il bronzo mondiale e l'argento nella UEFA Nations League (2018-oggi)
All'esordio in gare ufficiali dopo la finale del campionato del mondo di Russia, l'11 settembre 2018 la Croazia incappò nella peggiore sconfitta della sua storia, perdendo per 6-0 all'esordio nella Lega A di UEFA Nations League 2018-2019 ad Elche contro la Spagna. Si tratta della peggiore sconfitta in gare ufficiali per una nazionale che ha giocato una finale di Coppa del mondo. Nelle successive gare interne del girone i croati colsero un pari (0-0 contro l'Inghilterra) e una vittoria (3-2 contro la Spagna), prima di subire contro gli inglesi una sconfitta (2-1) a Wembley che determinò il piazzamento all'ultimo posto del girone. Nonostante fosse destinata alla retrocessione in Lega B, la Croazia fu ripescata in Lega A insieme a Germania, Islanda e Polonia grazie al cambio di regolamento, che per l'edizione 2020-2021 prevede un aumento da 12 a 16 squadre partecipanti alla Lega A.
Qualificatasi al campionato d'Europa 2020 grazie al primo posto nel raggruppamento delle eliminatorie, la Croazia di Dalić fu assegnata al girone con Inghilterra, Rep. Ceca e Scozia e si piazzò seconda, accedendo agli ottavi di finale: contro la Spagna, in una partita assai combattuta, prevalsero gli iberici per 5-3 dopo i tempi supplementari. Nella UEFA Nations League 2020-2021 la Croazia ottenne una sola vittoria e subì 5 sconfitte in 6 partite; finita terza in classifica nel proprio girone di Lega A, alle spalle di Francia e Portogallo e davanti alla Svezia, si salvò dalla retrocessione a spese di quest'ultima per via del vantaggio nella differenza reti, nonostante la seconda peggiore difesa della competizione (solo l'Islanda subì più gol dei croati). Avendo vinto 2 delle 8 partite giocate nel 2020, i balcanici fecero registrare il peggiore bilancio annuo della loro storia.
Nelle eliminatorie del campionato del mondo 2022 la Croazia iniziò con una battuta d'arresto contro la Slovenia, che rimase l'unica sconfitta degli uomini di Dalić nella campagna di qualificazione. Con 7 vittorie e 2 pareggi nelle restanti 9 partite, i croati si qualificarono alla fase finale del mondiale, scavalcando in extremis la Russia in vetta alla classifica del girone dopo averla battuta di misura (1-0) all'ultima giornata allo stadio municipale di Poljud di Spalato. La ripresa della Croazia fu confermata nella UEFA Nations League 2022-2023, in cui i biancorossi vinsero il proprio girone di Lega A davanti a Danimarca, Francia e Austria, con 4 vittorie in 6 partite. Il successo valse l'approdo alla final four del torneo.
Al mondiale qatariota la squadra di Dalić superò dapprima il girone grazie al secondo posto, dopo un pari a reti bianche contro il Marocco, una vittoria per 4-1 contro il Canada e un altro pari a reti bianche, contro il Belgio, poi, con due vittorie ai tiri di rigore, contro Giappone (3-1) e Brasile (4-2), ambedue seguite all'1-1 dei tempi supplementari, approdò nuovamente nelle semifinali del torneo, per poi  uscire sconfitta dal confronto con l'Argentina (0-3). La vittoria contro il Marocco (2-1) nella finale di consolazione valse il terzo posto.
Nel giugno 2023 la Croazia, battendo i Paesi Bassi, raggiunse la finale di UEFA Nations League, dove fu sconfitta ai rigori dalla Spagna, dovendosi accontentare della medaglia d'argento.
Qualificatasi per il campionato d'Europa 2024 tramite il secondo posto nel girone eliminatorio vinto dalla Turchia, con un bilancio di 5 vittorie, un pareggio e 2 sconfitte, nella fase finale la Croazia perse la prima gara per 3-0 contro la Spagna, poi pareggiò per 2-2 contro l'Albania e infine pareggiò per 1-1 contro l'Italia, che rimontò l'iniziale svantaggio negli istanti finali della partita. I balcanici si ritrovarono, dunque, relegati al terzo posto della classifica del girone e l'eliminazione, già assai probabile al fischio finale dell'incontro con gli italiani, divenne aritmetica due giorni più tardi, a seguito dei risultati maturati nelle partite degli altri raggruppamenti, essendo la Croazia collocata al sesto e ultimo posto della graduatoria delle terze classificate della fase a gironi.

## Strutture

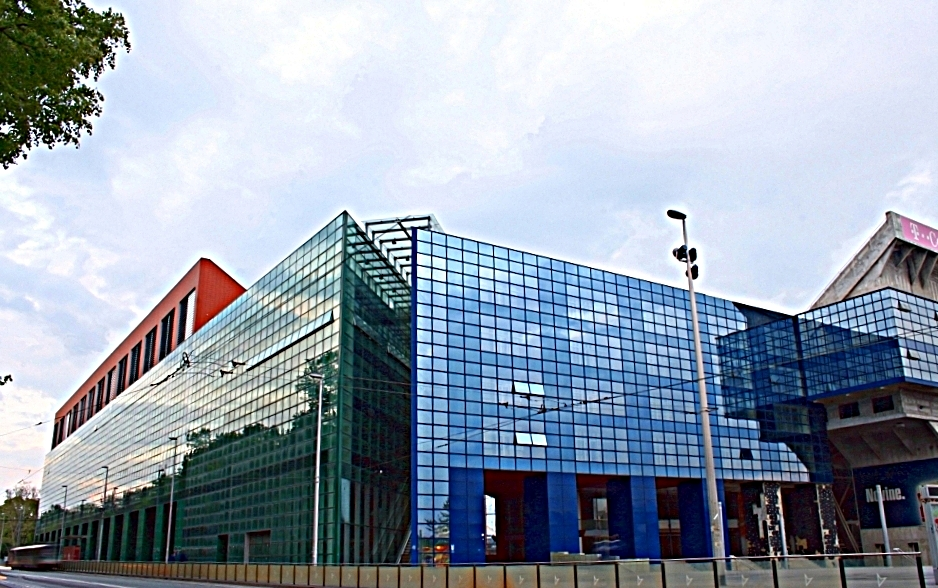
Il Maksimir.

La Croazia non ha uno stadio nazionale predisposto per le proprie partite, ma gli impianti non vengono neanche scelti a rotazione.
La maggior parte delle sfide ufficiali vengono disputate allo stadio Maksimir di Zagabria, l'impianto più capiente del paese. In alternativa sono impiegati stadi di altre città, come lo stadio municipale di Poljud di Spalato, lo stadio Cantrida di Fiume, lo stadio Gradski vrt di Osijek e lo stadio Varteks di Varaždin.
Per i ritiri e le sessioni di allenamento la nazionale ha sede nel centro di allenamento di Čatež, in Slovenia.

## Colori e simboli

### Divise

Lo stemma croato col suo famoso motivo a scacchi che ha ispirato da sempre anche le divise della nazionale.

La prima maglia indossata dalla nazionale croata nell'esordio assoluto con la Svizzera del 2 aprile 1940 era di colore rosso, con pantaloncini bianchi e calzettoni blu. I colori furono scelti ispirandosi alla bandiera dell'allora Banovina di Croazia.
Dalla rinascita della nazionale (1990), viene utilizzata una maglia piuttosto particolare, ovvero bianca a scacchi rossi. Questa combinazione stilistica e cromatica richiama il simbolo patrio per eccellenza croato, il Grb o šahovnica, elemento principale stemma nazionale e introdotto al centro dell'attuale bandiera croata. La maglia è unica nel suo genere tra le nazionali, che solitamente indossano maglie monocromatiche tradizionalmente o a strisce, ed è molto amata dai propri tifosi. Solitamente è accompagnata da pantaloncini bianchi e calzettoni azzurri, o anche con tutto azzurro ma più desueto.

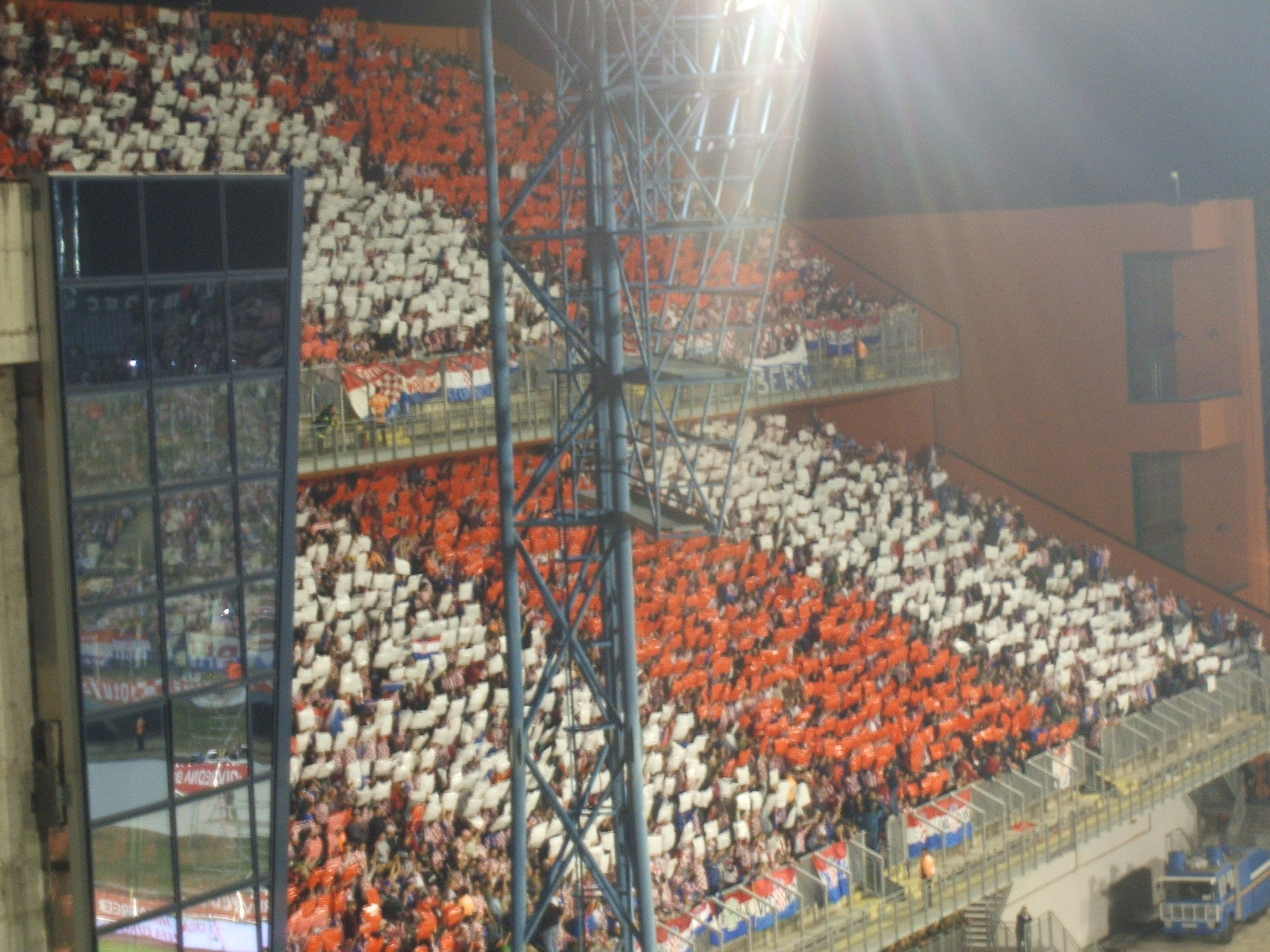
Il Maksimir durante un Croazia-Inghilterra, con una coreografia a scacchi.

La prima divisa croata ha creato notevoli problemi per gli accostamenti cromatici con gli avversari ed è stato il principale oggetto di varie regole FIFA riguardo l'abbigliamento tecnico nelle massime competizioni ufficiali. La maglia del 1994 e quella degli Europei 1996 avevano dei quadrati bianchi per nome e numero. Una regola del 2002 vieta, ad esempio, l'utilizzo di una quantità superiore al 30% di bianco in maglie di altri colori. Questo ha portato a varie rettifiche delle divise croate in corsa, oltre che a parti di materiale plastico esteticamente discutibili sulle quali applicare i numeri, solitamente azzurri, che secondo FIFA e UEFA si confondevano con gli scacchi. Emblematica fu la situazione del campionato del mondo 2006 quando la Nike, produttrice dell'abbigliamento tecnico della nazionale, fu costretta a cambiare design in prossimità della manifestazione per ottemperare a tale obbligo. Da allora il produttore tecnico realizza maglie con il retro completamente bianco o rosso per i numeri e uno spazio davanti racchiuso in quadrato espressamente pensato per il numero di divisa. Le maglie pertanto oscillano tra una colorazione prevalentemente rossa e una prevalentemente bianca. Una delle divise più famose e rimaste impresse nell'immaginario collettivo è quella del campionato del mondo 1998 fornita dalla Lotto, una maglia interamente bianca con degli scacchi inseriti soltanto nella parte destra e disegnati come se fossero una bandiera al vento. Per gli Europei di Francia 2016, Nike ha rivisitato la fantasia classica della maglia con un design dinamico, riproponendo l'effetto bandiera al vento, e ha optato per la prima volta per calzettoni interamente a scacchi.
La divisa da trasferta croata è solitamente tutta blu, con inserti più o meno marcati coi tradizionali motivi a scacchi bianco-rossi. Soltanto una volta la Croazia vestiva completamente bianca in trasferta, non senza problemi dato che anche la prima era sostanzialmente bianca e rossa. Altre versioni della seconda maglia sono state indossate in occasione degli Europei 2016, con scacchi blu tono su tono,, e ai Mondiali 2018, con scacchi nero-blu.
Nel 1990 Uhlsport fu il primo fornitore tecnico della nazionale, a cui nel 1992 subentrò Lotto, che rimase fino al 2000. Da allora il fornitore ufficiale è Nike.

#### Divise storiche
| 1940                                                                                | 1940                                                                                | 1940 | 1940 |
| ----------------------------------------------------------------------------------- | ----------------------------------------------------------------------------------- | ---- | ---- |
| Casa                                                                                | Trasferta                                                                           |      |      |
| Manica sinistra · Maglietta · Maglietta · Manica destra · Pantaloncini · Calzettoni | Manica sinistra · Maglietta · Maglietta · Manica destra · Pantaloncini · Calzettoni |      |      |
| Nessun fornitore                                                                    |                                                                                     |      |      |

| 1990 | 1990                                                                                | 1990 | 1990 |
| --- | ----------------------------------------------------------------------------------- | ---- | ---- |
| Casa | Trasferta                                                                           |      |      |
| Manica sinistra · Manica sinistra · Maglietta · Maglietta · Manica destra · Manica destra · Pantaloncini · Calzettoni · Calzettoni | Manica sinistra · Maglietta · Maglietta · Manica destra · Pantaloncini · Calzettoni |      |      |
| Uhlsport |                                                                                     |      |      |

| Europei 1996 | Europei 1996 | Europei 1996 | Europei 1996 |
| --- | --- | ------------ | ------------ |
| Casa | Trasferta |              |              |
| Manica sinistra · Manica sinistra · Maglietta · Maglietta · Manica destra · Manica destra · Pantaloncini · Pantaloncini · Calzettoni | Manica sinistra · Manica sinistra · Maglietta · Maglietta · Manica destra · Manica destra · Pantaloncini · Pantaloncini · Calzettoni |              |              |
| Lotto | |              |              |

| Mondiali 1998 | Mondiali 1998 | Mondiali 1998 | Mondiali 1998 |
| --- | --- | ------------- | ------------- |
| Casa | Trasferta |               |               |
| Manica sinistra · Manica sinistra · Maglietta · Maglietta · Manica destra · Manica destra · Pantaloncini · Calzettoni | Manica sinistra · Manica sinistra · Maglietta · Maglietta · Manica destra · Manica destra · Pantaloncini · Calzettoni |               |               |
| Lotto | |               |               |

| 2000-2002 | 2000-2002 | 2000-2002 | 2000-2002 |
| --- | --- | --------- | --------- |
| Casa | Trasferta |           |           |
| Manica sinistra · Manica sinistra · Maglietta · Maglietta · Manica destra · Manica destra · Pantaloncini · Calzettoni · Calzettoni | Manica sinistra · Manica sinistra · Maglietta · Manica destra · Manica destra · Pantaloncini · Calzettoni · Calzettoni |           |           |
| Nike | |           |           |

| Mondiali 2002                                                                                    | Mondiali 2002 | Mondiali 2002 | Mondiali 2002 |
| ------------------------------------------------------------------------------------------------ | --- | ------------- | ------------- |
| Casa                                                                                             | Trasferta |               |               |
| Manica sinistra · Maglietta · Maglietta · Manica destra · Pantaloncini · Calzettoni · Calzettoni | Manica sinistra · Manica sinistra · Maglietta · Maglietta · Manica destra · Manica destra · Pantaloncini · Calzettoni · Calzettoni |               |               |
| Nike                                                                                             | |               |               |

| Europei 2004 | Europei 2004 | Europei 2004 | Europei 2004 |
| --- | --- | ------------ | ------------ |
| Casa | Trasferta |              |              |
| Manica sinistra · Manica sinistra · Maglietta · Maglietta · Manica destra · Manica destra · Pantaloncini · Calzettoni · Calzettoni | Manica sinistra · Manica sinistra · Maglietta · Maglietta · Manica destra · Manica destra · Pantaloncini · Calzettoni · Calzettoni |              |              |
| Nike | |              |              |

| Mondiali 2006 | Mondiali 2006                                                                                    | Mondiali 2006 | Mondiali 2006 |
| --- | ------------------------------------------------------------------------------------------------ | ------------- | ------------- |
| Casa | Trasferta                                                                                        |               |               |
| Manica sinistra · Manica sinistra · Maglietta · Maglietta · Manica destra · Manica destra · Pantaloncini · Calzettoni · Calzettoni | Manica sinistra · Maglietta · Maglietta · Manica destra · Pantaloncini · Calzettoni · Calzettoni |               |               |
| Nike |                                                                                                  |               |               |

| Europei 2008 | Europei 2008                                                                                     | Europei 2008 | Europei 2008 |
| --- | ------------------------------------------------------------------------------------------------ | ------------ | ------------ |
| Casa | Trasferta                                                                                        |              |              |
| Manica sinistra · Manica sinistra · Maglietta · Maglietta · Manica destra · Manica destra · Pantaloncini · Calzettoni · Calzettoni | Manica sinistra · Maglietta · Maglietta · Manica destra · Pantaloncini · Calzettoni · Calzettoni |              |              |
| Nike |                                                                                                  |              |              |

| 2010-2012 | 2010-2012 | 2010-2012 | 2010-2012 |
| --- | --- | --------- | --------- |
| Casa | Trasferta |           |           |
| Manica sinistra · Manica sinistra · Maglietta · Maglietta · Manica destra · Manica destra · Pantaloncini · Calzettoni · Calzettoni | Manica sinistra · Manica sinistra · Maglietta · Maglietta · Manica destra · Manica destra · Pantaloncini · Calzettoni · Calzettoni |           |           |
| Nike | |           |           |

| Europei 2012 | Europei 2012                                                                                     | Europei 2012 | Europei 2012 |
| --- | ------------------------------------------------------------------------------------------------ | ------------ | ------------ |
| Casa | Trasferta                                                                                        |              |              |
| Manica sinistra · Manica sinistra · Maglietta · Maglietta · Manica destra · Manica destra · Pantaloncini · Calzettoni · Calzettoni | Manica sinistra · Maglietta · Maglietta · Manica destra · Pantaloncini · Calzettoni · Calzettoni |              |              |
| Nike |                                                                                                  |              |              |

| Mondiali 2014 | Mondiali 2014 | Mondiali 2014 | Mondiali 2014 |
| --- | --- | ------------- | ------------- |
| Casa | Trasferta |               |               |
| Manica sinistra · Manica sinistra · Maglietta · Maglietta · Manica destra · Manica destra · Pantaloncini · Calzettoni | Manica sinistra · Manica sinistra · Maglietta · Maglietta · Manica destra · Manica destra · Pantaloncini · Calzettoni |               |               |
| Nike | |               |               |

| Europei 2016 | Europei 2016 | Europei 2016 | Europei 2016 |
| --- | --- | ------------ | ------------ |
| Casa | Trasferta |              |              |
| Manica sinistra · Manica sinistra · Maglietta · Maglietta · Manica destra · Manica destra · Pantaloncini · Pantaloncini · Calzettoni · Calzettoni | Manica sinistra · Manica sinistra · Maglietta · Maglietta · Manica destra · Manica destra · Pantaloncini · Calzettoni |              |              |
| Nike | |              |              |

| Mondiali 2018 | Mondiali 2018 | Mondiali 2018 | Mondiali 2018 |
| --- | --- | ------------- | ------------- |
| Casa | Trasferta |               |               |
| Manica sinistra · Manica sinistra · Maglietta · Maglietta · Manica destra · Manica destra · Pantaloncini · Pantaloncini · Calzettoni · Calzettoni | Manica sinistra · Manica sinistra · Maglietta · Maglietta · Manica destra · Manica destra · Pantaloncini · Pantaloncini · Calzettoni · Calzettoni |               |               |
| Nike | |               |               |

| Europei 2020 | Europei 2020 | Europei 2020 | Europei 2020 |
| --- | --- | ------------ | ------------ |
| Casa | Trasferta |              |              |
| Manica sinistra · Manica sinistra · Maglietta · Maglietta · Manica destra · Manica destra · Pantaloncini · Pantaloncini · Calzettoni | Manica sinistra · Manica sinistra · Maglietta · Maglietta · Manica destra · Manica destra · Pantaloncini · Pantaloncini · Calzettoni · Calzettoni |              |              |
| Nike | |              |              |

| Mondiali 2022 | Mondiali 2022 | Mondiali 2022 | Mondiali 2022 |
| --- | --- | ------------- | ------------- |
| Casa | Trasferta |               |               |
| Manica sinistra · Manica sinistra · Maglietta · Maglietta · Manica destra · Manica destra · Pantaloncini · Calzettoni · Calzettoni | Manica sinistra · Manica sinistra · Maglietta · Maglietta · Manica destra · Manica destra · Pantaloncini · Pantaloncini · Calzettoni · Calzettoni |               |               |
| Nike | |               |               |

#### Sponsor tecnici
| Fornitore | Periodo   |
| --------- | --------- |
| Uhlsport  | 1990-1991 |
| Lotto     | 1992-1994 |
| Kappa     | 1994      |
| Lotto     | 1994-2000 |
| Nike      | 2000-oggi |

### Simboli ufficiali
Sulle maglie croate è sempre stato apposto uno stemma ispirato ai simboli nazionali. Nel 1940, in occasione della prima amichevole ufficiale, venne cucito al petto lo stemma della Banovina di Croazia, ovvero uno scudo scaccato di bianco e di rosso (šahovnica) sormontato dalla corona reale. Dopo la rinascita della nazionale nei primi anni novanta, fu usato lo scudo nazionale, privato della corona, inserito in un campo bianco circondato da una cornice rosso-blu perché fosse visibile sulla maglia a scacchi. Fu poi la volta dello stemma della federazione croata, tutt'oggi utilizzato, che presenta la trama a scacchi con una banda centrale blu recante la sigla «HNS» e in basso un vecchio pallone da calcio.

Lo stemma della Banovina di Croazia, primo stemma ufficiale della nazionale, usato sulle maglie nelle amichevoli del 1940
Il tradizionale scudo scaccato, šahovnica, simbolo storico del paese
Logo della HNS, utilizzato sulle maglie croate fino ad oggi

## Rivalità

### Serbia
La maggiore rivalità della Croazia, carica di connotazioni politiche, è con la Serbia. La contrapposizione risale alla dissoluzione della Jugoslavia e alle guerre di secessione ed è annoverata da alcuni esperti tra le 10 rivalità più sentite nella storia del calcio. Le due squadre si sono sinora affrontate 4 volte, con un bilancio di una vittoria croata e 3 pareggi.

### Italia
Un'altra rivalità di rilievo è quella con la vicina Italia, contro cui la Croazia è imbattuta dal suo esordio come nazionale di uno stato indipendente (1990). Il match è noto come "derby dell'Adriatico". Il bilancio delle 10 partite tra le due squadre è di 3 vittorie croate, 6 pareggi e una vittoria italiana (risalente al 1942 in amichevole, quando la Croazia non era ancora uno stato autonomo).

### Germania
Negli anni si è sviluppata anche una rivalità con la Germania, contro cui la Croazia è imbattuta dal 1996.
Contro i tedeschi la Croazia perse ai quarti di finale di Euro 1996 e vinse ai quarti di finale del mondiale di Francia 1998 e nella fase a gironi di Euro 2008.

### Turchia
La Croazia vive una rivalità anche con la Turchia.
Contro i turchi la Croazia vinse nella fase a gironi di Euro 1996 (1-0) e perse nei quarti di finale di Euro 2008, eliminata ai tiri di rigore al termine di una partita molto emozionante. Il risultato fu sbloccato da un gol di Ivan Klasnić a un minuto dalla fine dei tempi supplementari, gol pareggiato da Semih Şentürk nei minuti di recupero dei supplementari. Nel mezzo ci furono due amichevoli, nel 1997 e nel 2004, terminate entrambe in pareggio (1-1 la prima, 2-2 la seconda).
Le due compagini si sono riaffrontate negli spareggi per la qualificazione a Euro 2012, con i croati che hanno vinto per 3-0 all'andata in trasferta a Istanbul; nella partita di ritorno la Croazia, pareggiando a reti bianche in casa, ha ottenuto la propria rivincita sui turchi, qualificandosi al campionato d'Europa in programma in Polonia e Ucraina.
Al campionato d'Europa 2016 entrambe le squadre si sono qualificate e si sono ritrovate insieme nel girone; a prevalere è stata ancora la Croazia, per 1-0 con gol di Luka Modrić.
Pochi mesi più tardi, in occasione delle qualificazioni al campionato del mondo 2018, le due squadre (entrambe nel girone I) si sono riaffrontate: l'andata è terminata 1-1 a Zagabria il 5 settembre 2016, mentre un anno esatto più tardi, a Eskişehir, i turchi hanno vinto per 1-0. A qualificatsi al mondiale sono stati, però, i croati all'ultima giornata, vincendo per 2-0 in casa dell'Ucraina, mentre i turchi, che hanno raccolto solo un punto nelle ultime due partite con Islanda (sconfitta per 0-3) e Finlandia (2-2), sono finiti al quarto posto dietro Islanda, Croazia e Ucraina.
Il bilancio delle partite tra le due nazionali è di 3 vittorie croate, 4 pareggi e 2 vittorie turche.

## Commissari tecnici
La nazionale croata, dall'indipendenza, è stata guidata da 13 commissari tecnici. Il primo fu Dražan Jerković, che la guidò dal 1990 al 1991. Slaven Bilić e Dalić sono gli allenatori che vantano il maggior numero di vittorie alla guida della nazionale.
Questa è la lista completa dei commissari tecnici che si sono succeduti alla guida della nazionale croata dal 1990 a oggi.

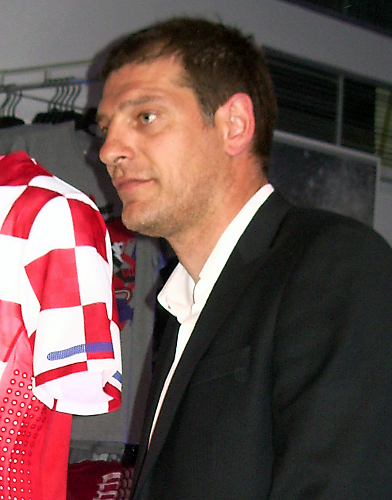
Slaven Bilić, l'allenatore che ha ottenuto la più alta percentuale di vittorie alla guida della nazionale.

Dati aggiornati al 15 ottobre 2023.
| Nome              | Periodo    | Partite | Vittorie | Pareggi | Sconfitte | % Vitt. |
| ----------------- | ---------- | ------- | -------- | ------- | --------- | ------- |
| Dražan Jerković   | 1990-1991  | 3       | 3        | 0       | 0         | 100     |
| Stanko Poklepović | 1992       | 4       | 1        | 1       | 2         | 25      |
| Vlatko Marković   | 1993       | 1       | 1        | 0       | 0         | 100     |
| Miroslav Blažević | 1994-2000  | 72      | 33       | 24      | 15        | 45,83   |
| Tomislav Ivić     | 16/11/1994 | 1       | 1        | 0       | 0         | 100     |
| Mirko Jozić       | 2000-2002  | 18      | 9        | 6       | 3         | 50      |
| Otto Barić        | 2002-2004  | 24      | 11       | 8       | 5         | 45,83   |
| Zlatko Kranjčar   | 2004-2006  | 25      | 11       | 8       | 6         | 44      |
| Slaven Bilić      | 2006-2012  | 65      | 42       | 15      | 8         | 64,61   |
| Igor Štimac       | 2012-2013  | 15      | 8        | 2       | 5         | 53,33   |
| Niko Kovač        | 2013-2015  | 19      | 10       | 5       | 4         | 52,63   |
| Ante Čačić        | 2015-2017  | 25      | 15       | 6       | 4         | 60,00   |
| Zlatko Dalić      | 2017-oggi  | 78      | 42       | 16      | 20        | 53,85   |

## Confronti con le altre nazionali

### Tutti i confronti
Questi sono i saldi della Croazia nei confronti delle altre nazionali dal 1992 ad oggi.
Tabella aggiornata al 24 giugno 2024.
|  | Bilancio positivo (più vittorie)                        |
|  | Bilancio neutro (stesso numero di vittorie e sconfitte) |
|  | Bilancio negativo (più sconfitte)                       |

- Nota bene: come previsto dai regolamenti FIFA, le partite terminate ai rigori dopo i tempi supplementari sono considerate pareggi.

| Bilancio complessivo (1992-oggi) | Bilancio complessivo (1992-oggi) | Bilancio complessivo (1992-oggi) | Bilancio complessivo (1992-oggi) | Bilancio complessivo (1992-oggi) | Bilancio complessivo (1992-oggi) | Bilancio complessivo (1992-oggi) | Bilancio complessivo (1992-oggi) | Bilancio complessivo (1992-oggi) |
| Squadra                          | G                                | V                                | N                                | P                                | RF                               | RS                               | DR                               | % V                              |
| -------------------------------- | -------------------------------- | -------------------------------- | -------------------------------- | -------------------------------- | -------------------------------- | -------------------------------- | -------------------------------- | -------------------------------- |
| Albania                          | 1                                | 0                                | 1                                | 0                                | 2                                | 2                                | +0                               | &0,00                            |
| Andorra                          | 6                                | 6                                | 0                                | 0                                | 24                               | 0                                | +24                              | 100,00&                          |
| Arabia Saudita                   | 1                                | 1                                | 0                                | 0                                | 1                                | 0                                | +1                               | 100,00&                          |
| Argentina                        | 6                                | 2                                | 1                                | 3                                | 7                                | 8                                | −1                               | 33,33                            |
| Armenia                          | 3                                | 2                                | 1                                | 0                                | 3                                | 1                                | +2                               | 66,67                            |
| Australia                        | 6                                | 2                                | 2                                | 2                                | 11                               | 6                                | +5                               | 33,33                            |
| Austria                          | 7                                | 6                                | 0                                | 1                                | 12                               | 6                                | +6                               | 85,71                            |
| Azerbaigian                      | 4                                | 2                                | 2                                | 0                                | 9                                | 2                                | +7                               | 50,00                            |
| Bielorussia                      | 2                                | 2                                | 0                                | 0                                | 4                                | 1                                | +3                               | 100,00&                          |
| Belgio                           | 9                                | 3                                | 3                                | 3                                | 9                                | 6                                | +3                               | 33,33                            |
| Bosnia ed Erzegovina             | 4                                | 4                                | 0                                | 0                                | 14                               | 6                                | +8                               | 100,00&                          |
| Brasile                          | 5                                | 0                                | 2                                | 3                                | 3                                | 8                                | −5                               | &0,00                            |
| Bulgaria                         | 8                                | 5                                | 2                                | 1                                | 12                               | 6                                | +6                               | 62,50                            |
| Canada                           | 1                                | 1                                | 0                                | 0                                | 4                                | 1                                | +3                               | 100,00&                          |
| Camerun                          | 1                                | 1                                | 0                                | 0                                | 4                                | 0                                | +4                               | 100,00&                          |
| Cile                             | 1                                | 0                                | 1                                | 0                                | 1                                | 1                                | +0                               | &0,00                            |
| Cina                             | 1                                | 0                                | 1                                | 0                                | 1                                | 1                                | +0                               | &0,00                            |
| Cipro                            | 3                                | 3                                | 0                                | 0                                | 6                                | 0                                | +6                               | 100,00&                          |
| Rep. Ceca                        | 4                                | 1                                | 3                                | 0                                | 8                                | 6                                | +2                               | 25,00                            |
| Danimarca                        | 8                                | 4                                | 2                                | 2                                | 11                               | 8                                | +3                               | 50,00                            |
| Ecuador                          | 1                                | 0                                | 0                                | 1                                | 0                                | 1                                | −1                               | &0,00                            |
| Egitto                           | 2                                | 1                                | 1                                | 0                                | 6                                | 4                                | +2                               | 50,00                            |
| Inghilterra                      | 11                               | 3                                | 2                                | 6                                | 13                               | 22                               | −9                               | 27,27                            |
| Estonia                          | 9                                | 6                                | 2                                | 1                                | 16                               | 5                                | +11                              | 66,67                            |
| Finlandia                        | 2                                | 1                                | 1                                | 0                                | 2                                | 1                                | +1                               | 50,00                            |
| Jugoslavia                       | 2                                | 0                                | 2                                | 0                                | 2                                | 2                                | +0                               | &0,00                            |
| Francia                          | 10                               | 1                                | 3                                | 6                                | 10                               | 20                               | −10                              | 10,00                            |
| Galles                           | 8                                | 4                                | 3                                | 1                                | 12                               | 7                                | +5                               | 50,00                            |
| Georgia                          | 3                                | 2                                | 0                                | 1                                | 4                                | 3                                | +1                               | 66,67                            |
| Germania                         | 5                                | 2                                | 1                                | 2                                | 8                                | 6                                | +2                               | 40,00                            |
| Gibilterra                       | 1                                | 1                                | 0                                | 0                                | 4                                | 0                                | +4                               | 100,00&                          |
| Grecia                           | 8                                | 2                                | 4                                | 2                                | 10                               | 9                                | +1                               | 25,00                            |
| Hong Kong                        | 1                                | 1                                | 0                                | 0                                | 4                                | 0                                | +4                               | 100,00&                          |
| Ungheria                         | 9                                | 4                                | 4                                | 1                                | 17                               | 7                                | +10                              | 44,44                            |
| Islanda                          | 7                                | 5                                | 1                                | 1                                | 13                               | 3                                | +10                              | 71,43                            |
| Iran                             | 2                                | 1                                | 1                                | 0                                | 4                                | 2                                | +2                               | 50,00                            |
| Israele                          | 9                                | 8                                | 1                                | 0                                | 22                               | 8                                | +14                              | 88,89                            |
| Italia                           | 10                               | 3                                | 6                                | 1                                | 11                               | 11                               | +0                               | 30,00                            |
| Giamaica                         | 1                                | 1                                | 0                                | 0                                | 3                                | 1                                | +2                               | 100,00&                          |
| Giappone                         | 3                                | 1                                | 2                                | 1                                | 5                                | 5                                | +0                               | 33,33                            |
| Giordania                        | 1                                | 1                                | 0                                | 0                                | 2                                | 1                                | +1                               | 100,00&                          |
| Kazakistan                       | 2                                | 2                                | 0                                | 0                                | 5                                | 1                                | +4                               | 100,00&                          |
| Kosovo                           | 2                                | 2                                | 0                                | 0                                | 7                                | 0                                | +7                               | 100,00&                          |
| Lettonia                         | 6                                | 6                                | 0                                | 0                                | 17                               | 1                                | +16                              | 100,00&                          |
| Liechtenstein                    | 2                                | 2                                | 0                                | 0                                | 8                                | 2                                | +6                               | 100,00&                          |
| Lituania                         | 2                                | 1                                | 1                                | 0                                | 2                                | 0                                | +2                               | 50,00                            |
| Macedonia del Nord               | 9                                | 6                                | 2                                | 1                                | 15                               | 9                                | +6                               | 66,67                            |
| Mali                             | 1                                | 1                                | 0                                | 0                                | 2                                | 1                                | +1                               | 100,00&                          |
| Malta                            | 10                               | 9                                | 1                                | 0                                | 29                               | 5                                | +24                              | 90,00                            |
| Messico                          | 6                                | 4                                | 0                                | 2                                | 9                                | 6                                | +3                               | 66,67                            |
| Moldavia                         | 2                                | 2                                | 0                                | 0                                | 2                                | 0                                | +2                               | 100,00&                          |
| Marocco                          | 3                                | 1                                | 2                                | 0                                | 4                                | 3                                | +1                               | 33,33                            |
| Paesi Bassi                      | 3                                | 2                                | 0                                | 1                                | 6                                | 6                                | +0                               | 66,67                            |
| Nigeria                          | 1                                | 1                                | 0                                | 0                                | 2                                | 0                                | +2                               | 100,00&                          |
| Irlanda del Nord                 | 1                                | 1                                | 0                                | 0                                | 3                                | 0                                | +3                               | 100,00&                          |
| Norvegia                         | 5                                | 3                                | 1                                | 1                                | 10                               | 6                                | +4                               | 60,00                            |
| Perù                             | 1                                | 0                                | 0                                | 1                                | 0                                | 2                                | −2                               | &0,00                            |
| Polonia                          | 5                                | 3                                | 1                                | 1                                | 7                                | 3                                | +4                               | 60,00                            |
| Portogallo                       | 8                                | 1                                | 1                                | 6                                | 6                                | 16                               | −10                              | 12,50                            |
| Qatar                            | 1                                | 1                                | 0                                | 0                                | 3                                | 2                                | +1                               | 100,00&                          |
| Irlanda                          | 7                                | 2                                | 3                                | 2                                | 8                                | 8                                | +0                               | 28,57                            |
| Romania                          | 4                                | 4                                | 0                                | 0                                | 6                                | 1                                | +5                               | 100,00&                          |
| Russia                           | 6                                | 2                                | 4                                | 0                                | 6                                | 3                                | +3                               | 33,33                            |
| San Marino                       | 3                                | 3                                | 0                                | 0                                | 18                               | 0                                | +18                              | 100,00&                          |
| Scozia                           | 6                                | 1                                | 3                                | 2                                | 5                                | 6                                | −1                               | 16,67                            |
| Senegal                          | 1                                | 1                                | 0                                | 0                                | 2                                | 1                                | +1                               | 100,00&                          |
| Serbia                           | 2                                | 1                                | 1                                | 0                                | 3                                | 1                                | +2                               | 50,00                            |
| Slovacchia                       | 10                               | 5                                | 3                                | 2                                | 18                               | 11                               | +7                               | 50,00                            |
| Slovenia                         | 12                               | 7                                | 4                                | 1                                | 20                               | 10                               | +10                              | 58,33                            |
| Corea del Sud                    | 7                                | 3                                | 2                                | 2                                | 11                               | 7                                | +4                               | 42,86                            |
| Spagna                           | 11                               | 3                                | 2                                | 6                                | 12                               | 23                               | −11                              | 27,27                            |
| Svezia                           | 6                                | 4                                | 0                                | 2                                | 8                                | 7                                | +1                               | 66,67                            |
| Svizzera                         | 4                                | 1                                | 2                                | 1                                | 6                                | 7                                | −1                               | 25,00                            |
| Tunisia                          | 2                                | 0                                | 1                                | 1                                | 1                                | 2                                | −1                               | &0,00                            |
| Turchia                          | 12                               | 4                                | 6                                | 2                                | 15                               | 10                               | +5                               | 33,33                            |
| Ucraina                          | 9                                | 5                                | 3                                | 1                                | 15                               | 5                                | +10                              | 55,56                            |
| Stati Uniti                      | 1                                | 1                                | 0                                | 0                                | 2                                | 1                                | +1                               | 100,00&                          |
| Totale: 74 avversarie affrontate | 351                              | 185                              | 90                               | 74                               | 594                              | 346                              | +248                             | 52,71                            |

### Confronti più frequenti
Questi sono i saldi della Croazia nei confronti delle nazionali contro cui sono stati disputati almeno 10 incontri. I dati includono i match disputati dalla rappresentativa dello Stato Indipendente di Croazia (1940-1945).

#### Saldo positivo
| Nazionale  | Giocate | Vinte | Pareggiate | Perse | Reti fatte | Reti subite | Differenza reti | Ultima vittoria  | Ultimo pari      | Ultima sconfitta |
| ---------- | ------- | ----- | ---------- | ----- | ---------- | ----------- | --------------- | ---------------- | ---------------- | ---------------- |
| Slovacchia | 17      | 11    | 4          | 2     | 43         | 20          | +23             | 4 settembre 2021 | 11 ottobre 2021  | 29 maggio 1998   |
| Slovenia   | 12      | 7     | 4          | 1     | 21         | 10          | +11             | 7 settembre 2021 | 26 marzo 2022    | 24 marzo 2021    |
| Turchia    | 12      | 4     | 6          | 2     | 15         | 10          | +5              | 28 marzo 2023    | 11 novembre 2020 | 12 ottobre 2023  |
| Ungheria   | 12      | 4     | 6          | 2     | 19         | 10          | +9              | 10 ottobre 2019  | 26 marzo 2016    | 24 marzo 2019    |
| Malta      | 10      | 9     | 1          | 0     | 29         | 5           | +24             | 11 novembre 2021 | 7 settembre 2005 | -                |
| Italia     | 10      | 3     | 6          | 1     | 11         | 11          | +0              | 16 agosto 2006   | 24 giugno 2024   | 5 aprile 1942    |

#### Saldo negativo
| Nazionale   | Giocate | Vinte | Pareggiate | Perse | Reti fatte | Reti subite | Differenza reti | Ultima vittoria  | Ultimo pari      | Ultima sconfitta |
| ----------- | ------- | ----- | ---------- | ----- | ---------- | ----------- | --------------- | ---------------- | ---------------- | ---------------- |
| Francia     | 12      | 2     | 3          | 7     | 12         | 22          | -10             | 20 marzo 2025    | 6 giugno 2022    | 23 marzo 2025    |
| Inghilterra | 11      | 3     | 2          | 6     | 13         | 22          | -9              | 11 luglio 2018   | 12 ottobre 2018  | 13 giugno 2021   |
| Spagna      | 11      | 3     | 2          | 6     | 12         | 23          | -11             | 15 novembre 2018 | 18 giugno 2023   | 15 giugno 2024   |
| Portogallo  | 10      | 1     | 2          | 7     | 8          | 19          | -11             | 8 giugno 2024    | 18 novembre 2024 | 5 settembre 2024 |

## Partecipazioni ai tornei internazionali
Fino al 1992 la Croazia non aveva una propria nazionale in quanto era parte della Jugoslavia. Esisteva, quindi, un'unica nazionale che rappresentava tutta la Jugoslavia.

Legenda: Grassetto: Risultato migliore, Corsivo: Mancate partecipazioni

## Statistiche dettagliate sui tornei internazionali

### Campionato del mondo
| Anno | Luogo                    | Piazzamento     | V | N | P | Gol  |
| ---- | ------------------------ | --------------- | - | - | - | ---- |
| 1998 | Francia                  | Terzo posto     | 5 | 0 | 2 | 11:5 |
| 2002 | Corea del Sud / Giappone | Primo turno     | 1 | 0 | 2 | 2:3  |
| 2006 | Germania                 | Primo turno     | 0 | 2 | 1 | 2:3  |
| 2010 | Sudafrica                | Non qualificata | - | - | - | -    |
| 2014 | Brasile                  | Primo turno     | 1 | 0 | 2 | 6:6  |
| 2018 | Russia                   | Secondo posto   | 4 | 2 | 1 | 14:9 |
| 2022 | Qatar                    | Terzo posto     | 2 | 4 | 1 | 8:7  |

### Campionato europeo
| Anno | Luogo                | Piazzamento      | V | N | P | Gol |
| ---- | -------------------- | ---------------- | - | - | - | --- |
| 1996 | Inghilterra          | Quarti di finale | 2 | 0 | 2 | 5:5 |
| 2000 | Belgio / Paesi Bassi | Non qualificata  | - | - | - | -   |
| 2004 | Portogallo           | Primo turno      | 0 | 2 | 1 | 4:6 |
| 2008 | Austria / Svizzera   | Quarti di finale | 3 | 1 | 0 | 5:2 |
| 2012 | Polonia / Ucraina    | Primo turno      | 1 | 1 | 1 | 4:3 |
| 2016 | Francia              | Ottavi di finale | 2 | 1 | 1 | 5:4 |
| 2020 | Europa               | Ottavi di finale | 1 | 1 | 2 | 7:8 |
| 2024 | Germania             | Primo turno      | 0 | 2 | 1 | 3:6 |

### Confederations Cup
| Anno | Luogo                    | Piazzamento     | V | N | P | Gol |
| ---- | ------------------------ | --------------- | - | - | - | --- |
| 1995 | Arabia Saudita           | Non invitata    | - | - | - | -   |
| 1997 | Arabia Saudita           | Non qualificata | - | - | - | -   |
| 1999 | Messico                  | Non qualificata | - | - | - | -   |
| 2001 | Corea del Sud / Giappone | Non qualificata | - | - | - | -   |
| 2003 | Francia                  | Non qualificata | - | - | - | -   |
| 2005 | Germania                 | Non qualificata | - | - | - | -   |
| 2009 | Sudafrica                | Non qualificata | - | - | - | -   |
| 2013 | Brasile                  | Non qualificata | - | - | - | -   |
| 2017 | Russia                   | Non qualificata | - | - | - | -   |

### Nations League
| Anno      | Luogo       | Piazzamento      | V | N | P | Gol   |
| --------- | ----------- | ---------------- | - | - | - | ----- |
| 2018-2019 | Portogallo  | 9° in Lega A     | 1 | 1 | 2 | 4:10  |
| 2020-2021 | Italia      | 12° in Lega A    | 1 | 0 | 5 | 9:16  |
| 2022-2023 | Paesi Bassi | Secondo posto    | 5 | 2 | 1 | 12:6  |
| 2024-2025 | Germania    | Quarti di finale | 3 | 2 | 3 | 10:10 |

## Tutte le rose

### Campionato del mondo
Coppa del Mondo FIFA 19981 Ladić, 2 Krpan, 3 Šerić, 4 Štimac, 5 Jurić, 6 Bilić, 7 Asanović, 8 Prosinečki, 9 Šuker, 10 Boban, 11 Marić, 12 Mrmić, 13 Stanić, 14 Soldo, 15 Tudor, 16 Kozniku, 17 Jarni, 18 Mamić, 19 Vlaović, 20 Šimić, 21 Jurčić, 22 Vasilj, CT: Blažević
Coppa del Mondo FIFA 20021 Pletikosa, 2 Šerić, 3 Šimunić, 4 Tomas, 5 Rapaić, 6 Živković, 7 Vugrinec, 8 Prosinečki, 9 Šuker, 10 N. Kovač, 11 Bokšić, 12 Butina, 13 Stanić, 14 Soldo, 15 Šarić, 16 Vranješ, 17 Jarni, 18 Olić, 19 Vlaović, 20 Šimić, 21 R. Kovač, 22 Balaban, 23 Vasilj, CT: Jozić
Coppa del Mondo FIFA 20061 Pletikosa, 2 Srna, 3 Šimunić, 4 R. Kovač, 5 Tudor, 6 Vranješ, 7 Šimić, 8 Babić, 9 Pršo, 10 N. Kovač, 11 Tokić, 12 Didulica, 13 Tomas, 14 Modrić, 15 I. Leko, 16 J. Leko, 17 Klasnić, 18 Olić, 19 N. Kranjčar, 20 Šerić, 21 Balaban, 22 Bošnjak, 23 Butina, CT: Z. Kranjčar
Coppa del Mondo FIFA 20141 Pletikosa, 2 Vrsaljko, 3 Pranjić, 4 Perišić, 5 Ćorluka, 6 Lovren, 7 Rakitić, 8 Vukojević, 9 Jelavić, 10 Modrić, 11 Srna, 12 Zelenika, 13 Schildenfeld, 14 Brozović, 15 Badelj, 16 Rebić, 17 Mandžukić, 18 Olić, 19 Sammir, 20 Kovačić, 21 Vida, 22 Eduardo, 23 Subašić, CT: Kovač
Coppa del Mondo FIFA 20181 Livaković, 2 Vrsaljko, 3 Strinić, 4 Perišić, 5 Ćorluka, 6 Lovren, 7 Rakitić, 8 Kovačić, 9 Kramarić, 10 Modrić, 11 Brozović, 12 L. Kalinić, 13 Jedvaj, 14 Bradarić, 15 Ćaleta-Car, 16 N. Kalinić, 17 Mandžukić, 18 Rebić, 19 Badelj, 20 Pjaca, 21 Vida, 22 Pivarić, 23 Subašić, CT: Dalić
Coppa del Mondo FIFA 20221 Livaković, 2 Stanišić, 3 Barišić, 4 Perišić, 5 Erlić, 6 Lovren, 7 Majer, 8 Kovačić, 9 Kramarić, 10 Modrić, 11 Brozović, 12 Grbić, 13 Vlašić, 14 Livaja, 15 Pašalić, 16 Petković, 17 Budimir, 18 Oršić, 19 Sosa, 20 Gvardiol, 21 Vida, 22 Juranović, 23 Ivušić, 24 Šutalo, 25 Sučić, 26 Jakić, CT: Dalić

### Campionato europeo
Campionato d’Europa UEFA 19961 Ladić, 2 Jurčević, 3 Jarni, 4 Štimac, 5 Jerkan, 6 Bilić, 7 Asanović, 8 Prosinečki, 9 Šuker, 10 Boban, 11 Bokšić, 12 Mrmić, 13 Stanić, 14 Soldo, 15 Pavličić, 16 Mladenović, 17 Pamić, 18 Brajković, 19 Vlaović, 20 Šimić, 21 Cvitanović, 22 Gabrić, CT: Blažević
Campionato d'Europa UEFA 20041 Vasilj, 2 Tokić, 3 Šimunić, 4 Tomas, 5 Tudor, 6 Živković, 7 Rapaić, 8 Srna, 9 Pršo, 10 N. Kovač, 11 Šokota, 12 Butina, 13 Šimić, 14 Neretljak, 15 Leko, 16 Babić, 17 Klasnić, 18 Olić, 19 Mornar, 20 Roso, 21 R. Kovač, 22 Bjelica, 23 Didulica, CT: Barić
Campionato d'Europa UEFA 20081 Pletikosa, 2 Šimić, 3 Šimunić, 4 R. Kovač, 5 Ćorluka, 6 Vejić, 7 Rakitić, 8 Vukojević, 9 Kalinić, 10 N. Kovač, 11 Srna, 12 Galinović, 13 Pokrivač, 14 Modrić, 15 Knežević, 16 Leko, 17 Klasnić, 18 Olić, 19 Kranjčar, 20 Budan, 21 Petrić, 22 Pranjić, 23 Runje, CT: Bilić
Campionato d'Europa UEFA 20121 Pletikosa, 2 Strinić, 3 Šimunić, 4 Buljat, 5 Ćorluka, 6 Pranjić, 7 Rakitić, 8 Vukojević, 9 Jelavić, 10 Modrić, 11 Srna, 12 Kelava, 13 Schildenfeld, 14 Badelj, 15 Vrsaljko, 16 Dujmović, 17 Mandžukić, 18 Kalinić, 19 Kranjčar, 20 Perišić, 21 Vida, 22 Eduardo, 23 Subašić, CT: Bilić
Campionato d'Europa UEFA 20161 Vargić, 2 Vrsaljko, 3 Strinić, 4 Perišić, 5 Ćorluka, 6 Jedvaj, 7 Rakitić, 8 Kovačić, 9 Kramarić, 10 Modrić, 11 Srna, 12 L. Kalinić, 13 Schildenfeld, 14 Brozović, 15 Rog, 16 N. Kalinić, 17 Mandžukić, 18 Ćorić, 19 Badelj, 20 Pjaca, 21 Vida, 22 Čop, 23 Subašić, CT: Čačić
Campionato d'Europa UEFA 20201 Livaković, 2 Vrsaljko, 3 Barišić, 4 Perišić, 5 Ćaleta-Car, 6 Lovren, 7 Brekalo, 8 Kovačić, 9 Kramarić, 10 Modrić, 11 Brozović, 12 Kalinić, 13 Vlašić, 14 Budimir, 15 Pašalić, 16 Škorić, 17 Rebić, 18 Oršić, 19 Badelj, 20 Petković, 21 Vida, 22 Juranović, 23 Sluga, 24 Bradarić, 25 Gvardiol, 26 Ivanušec, CT: Dalić
Campionato d'Europa UEFA 20241 Livaković, 2 Stanišić, 3 Pongračić, 4 Gvardiol, 5 Erlić, 6 Šutalo, 7 Majer, 8 Kovačić, 9 Kramarić, 10 Modrić, 11 Brozović, 12 Labrović, 13 Vlašić, 14 Perišić, 15 Mario Pašalić, 16 Budimir, 17 Petković, 18 Ivanušec, 19 Sosa, 20 Pjaca, 21 Vida, 22 Juranović, 23 Ivušić, 24 Marco Pašalić, 25 Sučić, 26 Baturina, CT: Dalić

### UEFA Nations League
Fase finale UEFA Nations League 2022-20231 Livaković, 2 Stanišić, 3 Barišić, 5 Erlić, 6 Šutalo, 7 Majer, 8 Kovačić, 9 Kramarić, 10 Modrić, 11 Brozović, 12 Labrović, 13 Vlašić, 14 Perišić, 15 Pašalić, 16 Ivanušec, 17 Petković, 18 Musa, 19 Sosa, 20 Beljo, 21 Vida, 22 Juranović, 23 Ivušić, CT: Dalić

## Rosa attuale
Lista dei giocatori convocati per le gare di qualificazione al campionato mondiale di calcio 2026 del 6 e 9 giugno 2025.
Statistiche aggiornate al 9 giugno 2025, al termine della gara contro la Rep. Ceca.
|  | P | Dominik Livaković | 9 gennaio 1995    | 66  | -72 | Fenerbahçe           |  |  |
|  | P | Ivica Ivušić      | 1º febbraio 1995  | 6   | -4  | Pafos                |  |  |
|  | P | Dominik Kotarski  | 10 febbraio 2000  | 2   | -2  | PAOK                 |  |  |
|  |   |                   |                   |     |     |                      |  |  |
|  | D | Joško Gvardiol    | 23 gennaio 2002   | 42  | 3   | Manchester City      |  |  |
|  | D | Josip Juranović   | 16 agosto 1995    | 40  | 0   | Union Berlino        |  |  |
|  | D | Duje Ćaleta-Car   | 17 settembre 1996 | 34  | 1   | Olympique Lione      |  |  |
|  | D | Josip Šutalo      | 28 febbraio 2000  | 26  | 0   | Ajax                 |  |  |
|  | D | Josip Stanišić    | 2 aprile 2000     | 24  | 0   | Bayern Monaco        |  |  |
|  | D | Marin Pongračić   | 11 settembre 1997 | 13  | 0   | Fiorentina           |  |  |
|  | D | Luka Vušković     | 24 febbraio 2007  | 1   | 0   | Westerlo             |  |  |
|  |   |                   |                   |     |     |                      |  |  |
|  | C | Luka Modrić       | 9 settembre 1985  | 188 | 28  | Real Madrid          |  |  |
|  | C | Mateo Kovačić     | 6 maggio 1994     | 110 | 5   | Manchester City      |  |  |
|  | C | Mario Pašalić     | 9 febbraio 1995   | 77  | 11  | Atalanta             |  |  |
|  | C | Lovro Majer       | 17 gennaio 1998   | 35  | 8   | Wolfsburg            |  |  |
|  | C | Luka Sučić        | 8 settembre 2002  | 17  | 0   | Real Sociedad        |  |  |
|  | C | Martin Baturina   | 16 febbraio 2003  | 12  | 1   | Dinamo Zagabria      |  |  |
|  | C | Kristijan Jakić   | 14 luglio 1997    | 11  | 0   | Augusta              |  |  |
|  | C | Petar Sučić       | 25 ottobre 2003   | 9   | 1   | Dinamo Zagabria      |  |  |
|  | C | Nikola Moro       | 12 marzo 1998     | 4   | 0   | Bologna              |  |  |
|  | C | Toni Fruk         | 9 aprile 2001     | 0   | 0   | Rijeka               |  |  |
|  |   |                   |                   |     |     |                      |  |  |
|  | A | Ivan Perišić      | 2 novembre 1989   | 144 | 36  | PSV                  |  |  |
|  | A | Andrej Kramarić   | 19 giugno 1991    | 106 | 34  | Hoffenheim           |  |  |
|  | A | Ante Budimir      | 22 luglio 1991    | 32  | 6   | Osasuna              |  |  |
|  | A | Marco Pašalić     | 14 settembre 2000 | 9   | 1   | Orlando City         |  |  |
|  | A | Franjo Ivanović   | 1º ottobre 2003   | 4   | 2   | Union Saint-Gilloise |  |  |

### Staff
Dal sito web ufficiale della HNS:
- Commissario tecnico: Zlatko Dalić
- Team manager: Iva Olivari
- Assistente allenatore: Dražen Ladić
- Assistente allenatore: Ivica Olić
- Assistente allenatore: Mario Mandzukic
- Preparatore dei portieri: Marijan Mrmić
- Preparatore atletico: Luka Milanović
- Medico: Zoran Bahtijarević
- Medico: Saša Janković
- Medico: Boris Nemec
- Fisioterapista: Nenad Krošnjar
- Fisioterapista: Mario Petrović
- Fisioterapista: Nderim Redžaj

## Record

### Record individuali

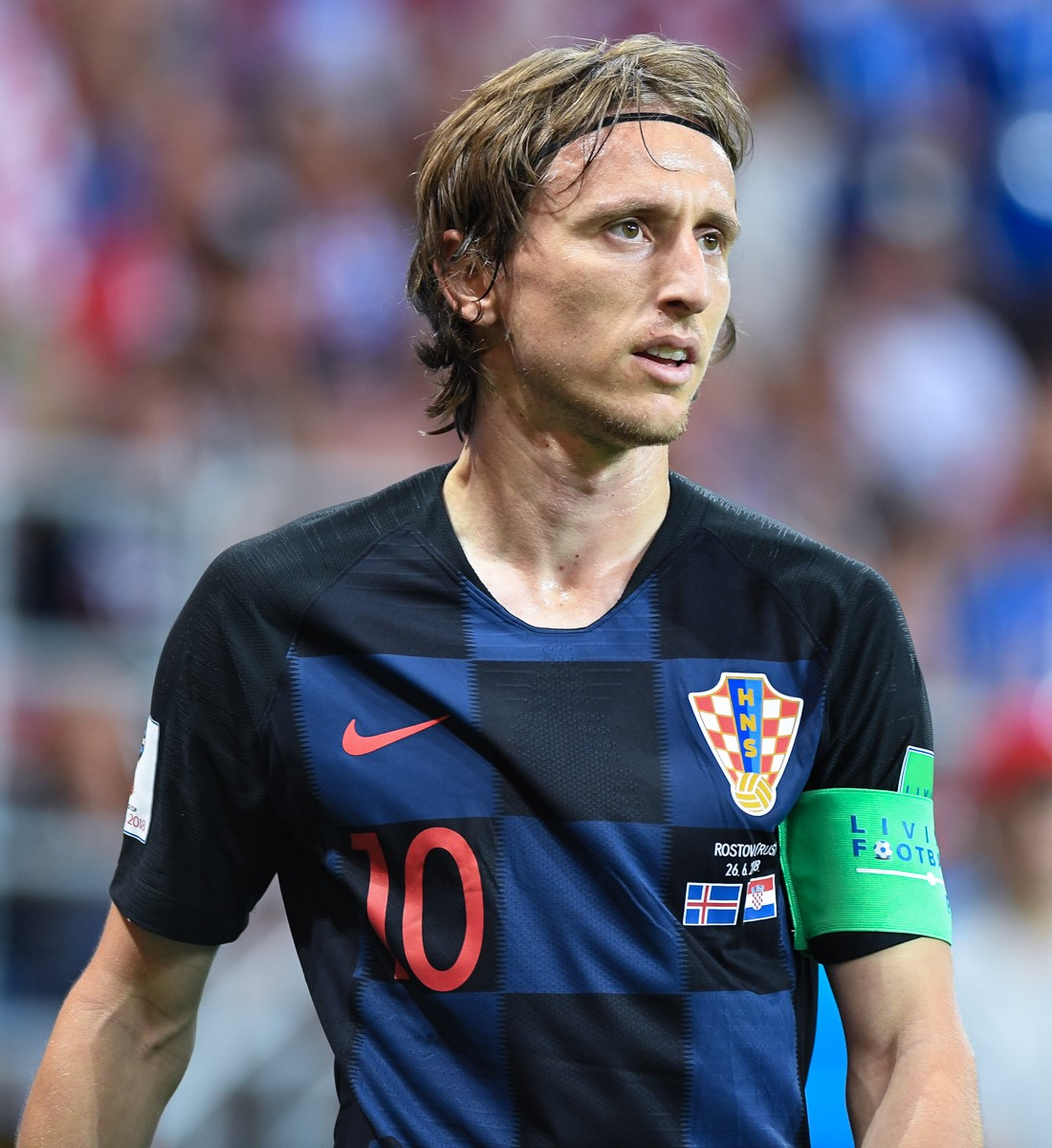
Luka Modrić, primatista di presenze con la nazionale croata

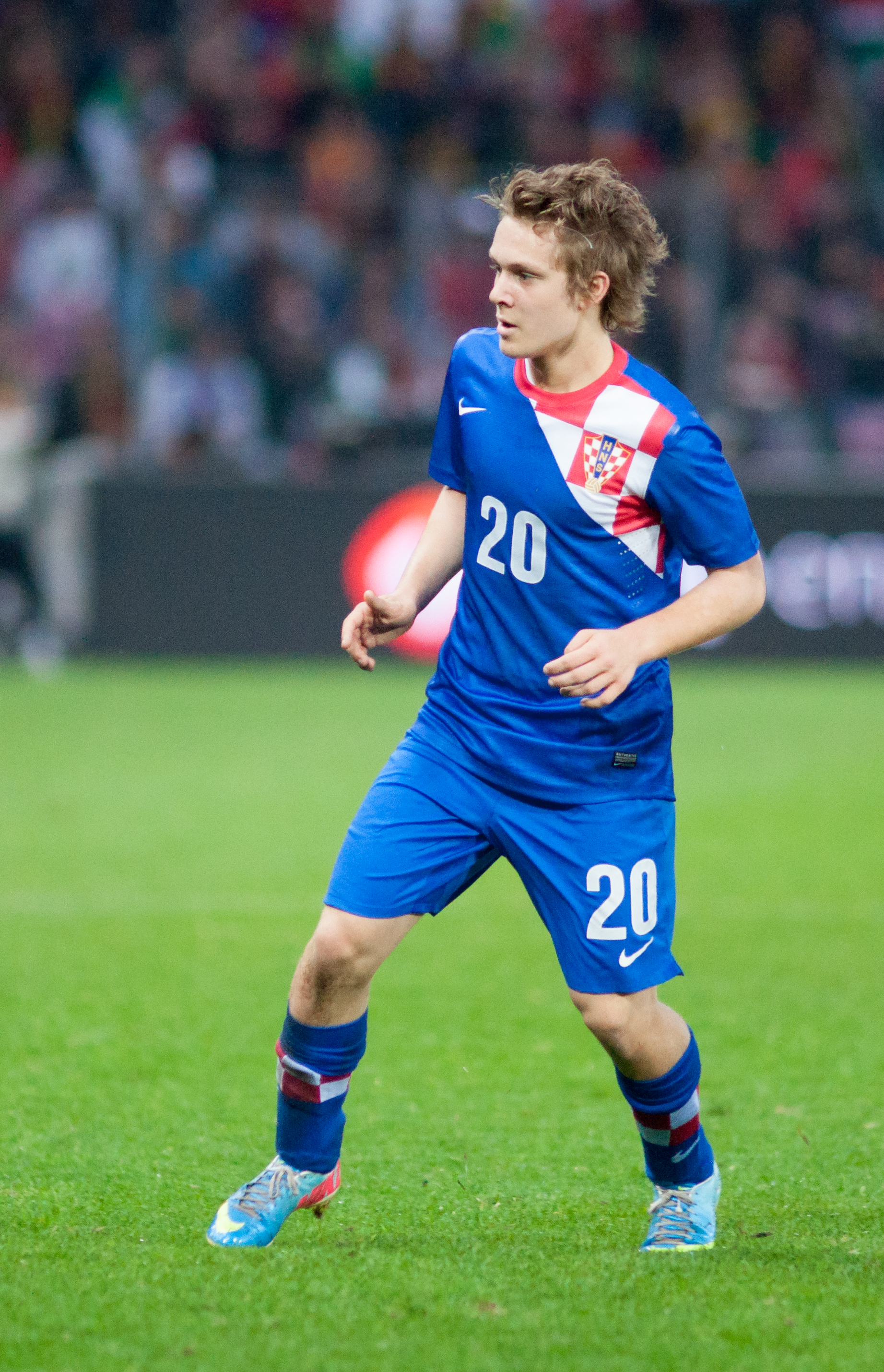
Alen Halilović è divenuto il più giovane debuttante in nazionale croata, scendendo in campo all'età di 16 anni e 357 giorni nel 2013

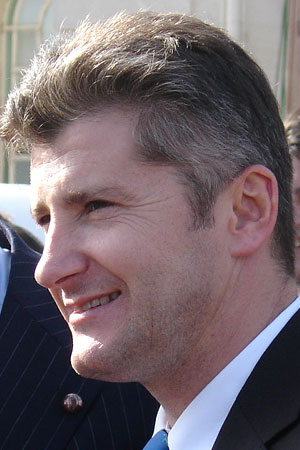
Davor Šuker, miglior marcatore di tutti i tempi della Croazia

Dario Šimić fu il primo calciatore della nazionale croata a raggiungere le 100 presenze, prima di ritirarsi nel 2008. Egli superò Robert Jarni, che deteneva il precedente record con 81 presenze.
Il 6 febbraio 2013 anche il capitano della Croazia Darijo Srna, Josip Šimunić e Stipe Pletikosa tagliarono il traguardo delle 100 presenze in nazionale nella partita amichevole vinta per 4-0 contro la Corea del Sud a Londra. Il trio stabilì poi un record congiunto di 101 presenze nel marzo 2013, quando scese in campo nella partita vinta contro la Serbia a Zagabria, valida per le qualificazioni al campionato del mondo 2014. Srna si portò poi a quota 134 presenze in nazionale prima di ritirarsi dalla nazionale nel 2016; per alcuni anni detenne il record di apparizioni con la selezione croata.
Il 27 marzo 2021 Luka Modrić superò il record di Srna, diventando il primatista di presenze con la nazionale croata di calcio.
Il più giovane esordiente nella nazionale croata è Alen Halilović, che il 10 giugno 2013, contro il Portogallo, debuttò a 16 anni, 11 mesi e 22 giorni. Il calciatore più anziano sceso in campo con la Croazia è Luka Modrić, che al 15 ottobre 2023 ha giocato una partita in nazionale all'età di 38 anni, 1 mese e 6 giorni.
Con 45 gol segnati, Davor Šuker, attuale presidente della federazione calcistica della Croazia, è il primatista di reti realizzate con la nazionale croata. Nel 2004 fu nominato "calciatore croato del cinquantennio 1954-2003" agli UEFA Jubilee Awards. Mladen Petrić detiene invece il primato di gol con la Croazia in una sola partita, avendo segnato una quaterna nella gara vinta per 7-0 in casa contro Andorra il 7 ottobre 2006.
Dati aggiornati al 9 giugno 2025.
- I calciatori in grassetto sono ancora in attività con la nazionale.

### Record di presenze
| Pos. | Nome            | Presenze | Reti | Periodo   |
| ---- | --------------- | -------- | ---- | --------- |
| 1    | Luka Modrić     | 188      | 28   | 2006-     |
| 2    | Ivan Perišić    | 144      | 36   | 2011-     |
| 3    | Darijo Srna     | 134      | 22   | 2002-2016 |
| 4    | Stipe Pletikosa | 114      | 0    | 1999-2014 |
| 5    | Mateo Kovačić   | 110      | 5    | 2013-     |
| 6    | Ivan Rakitić    | 106      | 15   | 2007-2019 |
| 6    | Andrej Kramarić | 106      | 34   | 2014-     |
| 8    | Josip Šimunić   | 105      | 3    | 2001-2013 |
| 8    | Domagoj Vida    | 105      | 4    | 2010-2024 |
| 10   | Ivica Olić      | 104      | 20   | 2002-2015 |

### Record di reti
| Pos. | Nome             | Reti | Presenze | Periodo   |
| ---- | ---------------- | ---- | -------- | --------- |
| 1    | Davor Šuker      | 45   | 69       | 1991-2002 |
| 2    | Ivan Perišić     | 36   | 144      | 2011-     |
| 3    | Andrej Kramarić  | 34   | 106      | 2014-     |
| 4    | Mario Mandžukić  | 33   | 89       | 2007-2018 |
| 5    | Eduardo da Silva | 29   | 64       | 2004-2014 |
| 6    | Luka Modrić      | 28   | 188      | 2006-     |
| 7    | Darijo Srna      | 22   | 134      | 2002-2016 |
| 8    | Ivica Olić       | 20   | 104      | 2002-2015 |
| 9    | Niko Kranjčar    | 16   | 81       | 2004-2013 |
| 10   | Ivan Rakitić     | 15   | 106      | 2007-2019 |
| 10   | Goran Vlaović    | 15   | 52       | 1992-2002 |
| 10   | Nikola Kalinić   | 15   | 42       | 2008-2018 |

### Record di squadra
La vittoria più larga della Croazia risale al 4 giugno 2016, quando la compagine biancorossa batté per 10-0 San Marino in amichevole a Fiume. La sconfitta più larga della Croazia risale all'11 settembre 2018, quando la Spagna batté i croati, alla prima gara ufficiale dopo la finale del campionato del mondo 2018, per 6-0 in una partita della UEFA Nations League 2018-2019. Si tratta della peggiore sconfitta in gare ufficiali per una nazionale che ha giocato una finale di Coppa del mondo.
Il precedente record di peggiori sconfitte della Croazia risalivano a prima dell'indipendenza del paese: contro la Germania, che per due volte vinse per 5-1 contro i croati negli anni '40, e contro l'Italia, che vinse per 4-0 a Genova contro i croati nel 1942.
Come nazionale di uno stato indipendente, la seconda sconfitta più larga di sempre della Croazia risale, invece, al 9 settembre 2009 contro l'Inghilterra allo stadio di Wembley di Londra, dove gli inglesi si imposero per 5-1 in una partita di qualificazione al campionato del mondo 2010.
Le partite della Croazia in cui in totale sono stati segnati più gol (10) risalgono al 9 aprile 1944 (a Zagabria, Croazia-Slovacchia 7-3) e al 4 giugno 2016 (a Fiume, Croazia-San Marino 10-0).